# Резешу
Резешу (рум. Răzeșu) — село у повіті Бакеу в Румунії. Входить до складу комуни Глевенешть.
Село розташоване на відстані 228 км на північний схід від Бухареста, 48 км на південний схід від Бакеу, 98 км на південь від Ясс, 106 км на північний захід від Галаца.

## Населення
За даними перепису населення 2002 року у селі проживали 244 особи, усі — румуни. Усі жителі села рідною мовою назвали румунську.